# 高超音速武器
高超音速武器是利用高超音速飛行原理加以武器化的飛彈，可以在較低預算中達到天基動能武器的類似效果。高超音速武器是以五倍音速以上速度飞行的可操纵的武器，主要分为高超音速滑翔机和高超音速巡航导弹两类。高超音速武器是臨近至太空底線卡門線以高超音速(5馬赫以上)飛行。由超音速衝壓發動機或超音速燃烧衝壓發動機或火箭提供动力，以滑翔和機動飛行方式对目标发动攻击。高超音速武器具有飞行距离远、飞行速度快、能对远程目标实施即时打击、机动性强、难以被卫星和防空雷达探测到，具有较高的对导弹防御系统的突防能力等特点。
這種武器早在第二次世界大戰德國科學家桑格爾就提出構想，不過當時的目標是在高層大氣中滑行，這一種「銀鳥」空天轟炸機航程很長，可用於跨大西洋轟炸美國。之後中國科學家錢學森也在他的研究之上又提出新理論，稱為「錢學森彈道」，認為有可能有一種物體能在極音速持續滑翔飛行。然而當時的科技無法達成這些構想，所以長時間以來都只能紙上談兵。
冷戰後彈道飛彈成為主流，這種超高速滑翔武器於是較少被提及。可是反導技術在80年代開始被發展，於是高速機動飛行的特性使得高超音速再次被注意，在2010年後由於技術逐漸成熟成為國際軍事界熱點議題，其巨大優勢是飛行速度極快導致目前的任何型態反導彈攔截系統都無效，雖然有理論認為光速的雷射武器有可能攔截，但目前雷射武器在大氣層中威力弱小射程短，純粹在理論階段。另一優勢在於超高速度的動能物體自身打中目標時就能引發巨大毀滅性，甚至不需搭載火藥彈頭。
目前美国、俄罗斯、印度、中华人民共和国、日本、朝鲜、英国、澳大利亚、中華民國等皆在研製高超音速武器，而俄羅斯于2019年表示自己是世界上唯一部署高超音速武器的国家，2022年俄罗斯於俄烏戰爭中首次實戰應用高超音速武器匕首導彈。

## 概念与历史
高超音速武器早於二戰时已由德國科學家欧根·桑格尔等人提出構想，并基于该设想研发出了长航程的在高層大氣中滑行的银鸟空天轰炸机，可用於跨大西洋轟炸美國。之後，中国科學家錢學森在桑格尔的研究之上又提出名为錢學森彈道的新理論，該理论認為有可能有一種物體能在極音速持續滑翔飛行。然而當時的科技無法達成這些構想所以長時間都是紙上理論。冷戰後彈道飛彈成為主流，這種超高速滑翔武器於是較少被提及。可是反導技術在80年代開始被發展，於是高速機動飛行的特性使得高超音速再次被注意，在2010年後由於技術逐漸成熟成為國際軍事界熱點議題，其巨大優勢是飛行速度極快導致目前的任何型態反導彈攔截系統都無效，雖然有理論認為光速的激光武器有可能攔截，但目前激光武器在大氣層中威力弱小射程短，純粹在理論階段。另一優勢在於超高速度的動能時，其加成在物體自身質量上，擊中目標就能引發巨大毀滅性，因此甚至不需搭載火藥彈頭。
發射理論為上升段火箭分離後或自飛機脫離，平飛段火箭將任務段發動機推到預定高度和速度。發動機進氣道實現高效吸氣，供油系統將航空煤油霧化噴入燃燒室，點火系統啟動，燃燒室進入預定燃燒狀態，發動機穩定工作後，獲得持續推力，將彈頭送至目標。

## 構造
高超音速武器分為彈體和推進裝置兩部份
彈體分為兩類：
- 高超音速滑翔飛行器(Hypersonic Glide Vehicle，HGV) ：速度極快由載具射到外大氣層外或邊緣施放，利用地心引力或自身發動機加速衝向地表，同時做出滑翔機動對準目標，因擁有滑翔乘波結構，除了能做出一次性外大氣層滑翔的錢學森彈道運動，還可做出能重複再進入外大氣層滑翔的桑格爾彈道運動，理論能突破10馬赫速度，結合部分軌道轟炸系統甚至可環繞地球一圈。

- 高超音速巡弋飛彈(Hypersonic Cruise Missile，HCM）：與高超音速滑翔飛行器相比較為廉價的飛彈，類似傳統巡弋飛彈的運作方式，因無滑翔乘波結構只能作出一次性外大氣層滑翔的錢學森彈道運動，但利用高超音速飛行設計也能達到6馬赫以上。

推進裝置為三類：
- 超音速衝壓發動機（Ramjet, stovepipe jet, athodyd）：噴射發動機利用了引擎的前向運動來壓縮空氣，而不使用帶有可旋轉葉片的壓縮機。衝壓引擎無法在空速為零的時候產生推力，因此無法使飛行器從靜止啟動。衝壓發動機主要是利用高速迎面氣流進入發動機後減速使空氣增壓的航空發動機。通常由進氣道（又稱擴壓器）、燃燒室和噴管組成。航空器飛行時迎面氣流在通過進氣道的過程中將動能轉變為壓力能，經壓縮後的空氣進入燃燒室與燃料混合進行等壓燃燒，生成的高溫燃氣在噴管中膨脹加速後排出，產生推力。讓超音速衝壓發動機加速到高超音速。超音速燃燒衝壓發動機優點有機動力高，缺點為較為高價。

- 超音速燃燒衝壓發動機（Supersonic combustion Ramjet，Scramjet）：超音速衝壓發動機的一種，超音速燃燒衝壓發動機與超音速衝壓發動機的關鍵差異在於超音速衝壓發動機的進氣在實際進入燃燒室之前，需經過適當的導流減速到次音速，但超音速燃燒衝壓發動機的進氣仍可保持在超音速狀態，因此不只加速到高超音速還可達到更高的飛行速度。超音速燃燒衝壓發動機優點有機動力高，缺點為較為高價。

- 火箭（rocket）：用固體或液體火箭加速至高超音速，火箭推進優點有較為廉價，缺點為機動力低。

## 發展狀況

### 美國

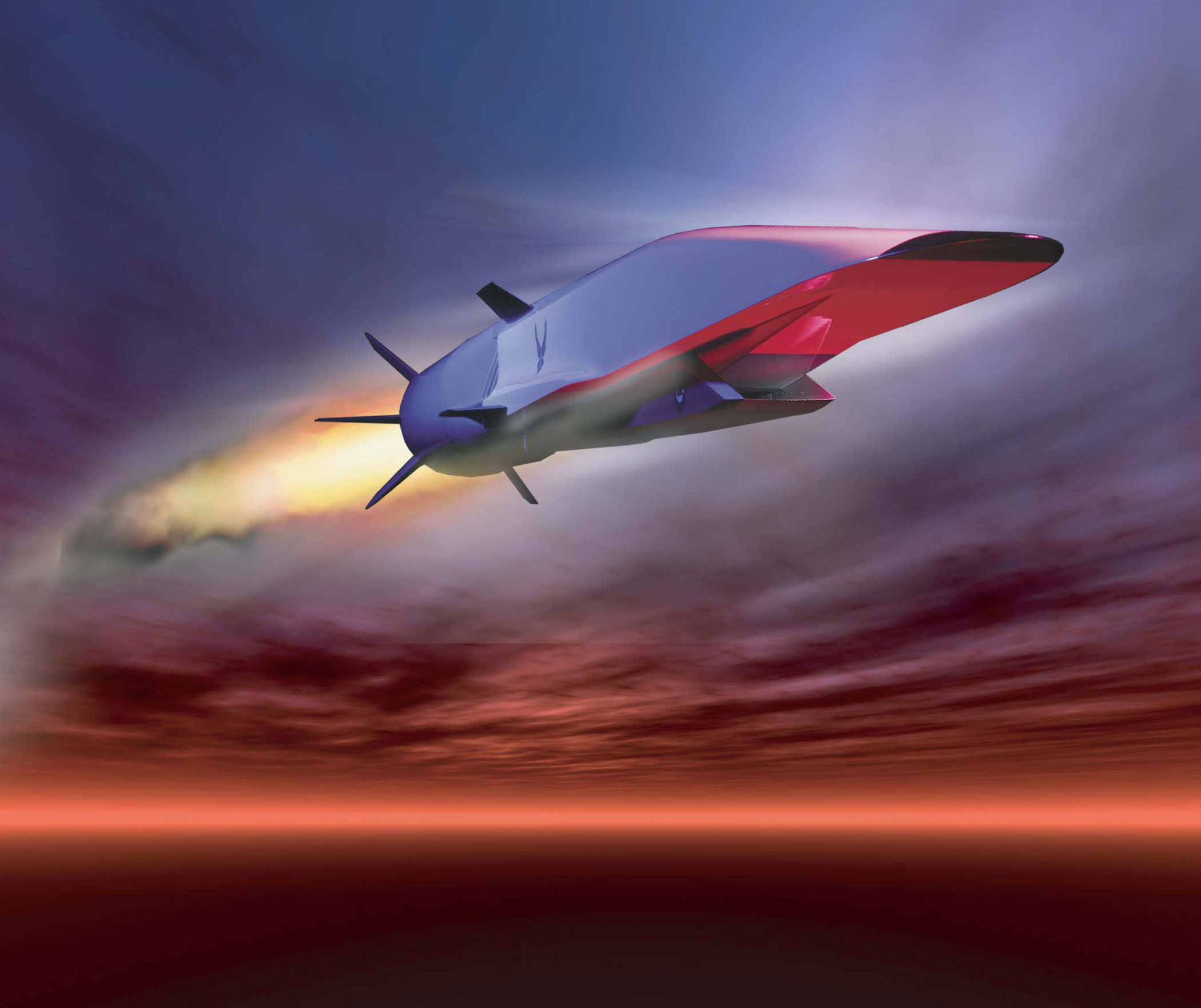
美國X-51乘波者

美國NASA的「Hyper-X」極超音速飛行計畫從1990年代開始，首先波音製造了X-43試驗機，使用獨特的超音速燃燒衝壓發動機（Scramjet）作為動力，這種動力系統屬於內燃機的一種，與傳統高速飛行時所使用的火箭引擎不同，是從大氣中吸入空氣燃燒。必須由飛機攜帶先達到超音速狀態才能引擎點火發射，以B-52同溫層堡壘戰略轟炸機改裝機攜帶飛至高空後，點燃連結在X-43A上的飛馬座火箭（Pegasus Booster，原本是作為反低軌道人造衛星飛彈用的推進系統）將X-43A推進到超音速的狀態後，再點燃自身的超音速衝壓發動機進行極音速飛行。
之後美國波音公司建立了第二種飛行器X-51乘波者试验机，采用壓縮升力外型設計，该试验机共试射四次，其中兩次成功、兩次失敗墜毀，该试验机在试射时的最高速度为5.1馬赫。
2020年3月，美國國防部宣佈成功試射一枚未搭載武器的高超音速導彈。

### 俄罗斯
2019年12月24日，俄羅斯總統普京稱，該國已经成为世界上唯一部署高超音速武器的国家。同月27日，俄羅斯國防部長謝爾蓋·紹伊古表示首批高超音速導彈先鋒已於服役狀態。截至2021年8月，俄罗斯共披露四款高超音速武器，分别为“先锋”“匕首”“锆石”和正处于研发阶段的Kh-95新型远程高超音速导弹。
2022年3月18日，俄羅斯在俄乌战争期間，首度應用「匕首」導彈摧毀烏方軍火庫，為該國、以至世界上首次在戰爭中應用高超音速武器。

### 印度

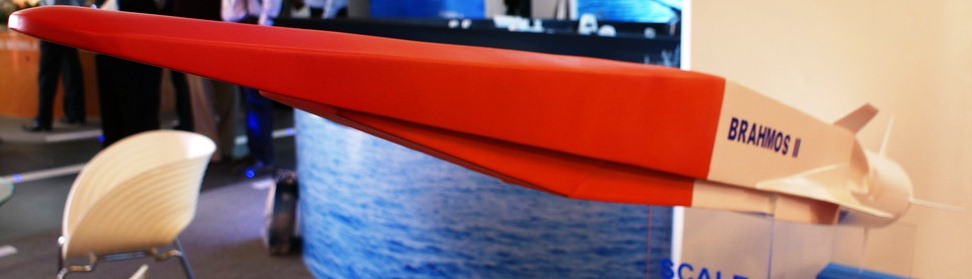
布拉莫斯2型巡弋飛彈2013年展出的模型

印度與俄國合作分擔經費的共享方式研製HCM型，成果就是布拉莫斯2型巡弋飛彈，2010年有消息指出原型試射了一次成功，射程290公里。但中國二炮指挥学院教授邵永灵大校認為，布拉莫斯-2僅能说是研发阶段，但是没有研发成功所以遲遲未有量產消息，俄國自身也沒有意圖裝備的消息，其實布拉莫斯1型的傳統反艦飛彈當初研發成功後俄國自身也沒有列裝，可能有未知的問題存在。2024年11月17日，印度政府宣布已成功测试一枚印度产远程高超音速导弹，试验中该导弹成功进行了末段机动并精准命中，其导弹可将有效载荷送到1,500公里外，并表示该成就使印度跻身拥有关键和先进军事技术的先进国家之列。

### 中华人民共和国

#### WU-14高超音速飞行器
中國人民解放軍火箭軍對於超高音速武器研製多少年外界不得而知，然而2014年美國探測到一枚彈道飛彈運載的HGV武器試射訊號，將其取名為WU-14高超音速飞行器（約10倍音速）。2014年1月15日，中国国防部证实了这一消息。目前戰略界認知該武器已經實戰化，中國至2017年為止已經七次試射成功，懷疑曝光的DF-ZF型東風飛彈就是裝備高超音速彈頭的型號。分析人士认为中国也可能先将WU-14高超音速飞行器用于战术目的，比如配置在东风-21D反舰导弹上面作為彈頭，对付可移动的航空母舰，远期目标是对付美国的导弹防御网，美国的反弹道导弹（RIM-161导弹）很可能根本无法拦截这一武器。

#### 东风-17高超音速弹道导弹
2017年10月，中國中央電視台播出的特別節目《還看今朝─喜迎十九大》中介紹了一款JF12激波風洞測試裝置，其內文說明表示該風洞2008年就已經建造，可以吹出9馬赫模擬風，溫度可達攝氏3000度左右，完全模擬高超音速狀態超過美國的7馬赫風洞位居世界第一，同時畫面中出現一款非常類似坊間流傳WU-14外型的模型正在洞中測試，按照以往慣例已經非機密階段的東西才會對大眾公布，所以強化了外界判斷中國可能已經將高超音速武器量產並實戰化。2017年底美國《國家利益》發布消息，11月份偵測到多次中國試射高超音速武器，美方判斷名為「東風-17」中程彈道飛彈，射程約2千公里，末段彈頭為高超音速滑翔體，無法被任何現有攔截科技攔下，可能為軍事史上第一款實戰化的高超音速武器。2019年10月1日，中华人民共和国成立70周年国庆阅兵式上，东风-17弹道导弹公开亮相。东风-17射程介于1,800至2,500公里，是专门用于攻击先进导弹防御系统的导弹，也是全球首款搭载高超音速弹头的弹道导弹。

#### 东风-27高超音速弹道导弹
2023年4月，媒体披露：根据美国泄密情报，中国在当年2月，秘密试射了一款基于东风-26的改进型高超音速导弹，型号为东风-27。

#### 长剑-100巡航导弹
2019年10月1日，中华人民共和国成立70周年国庆阅兵式中的导弹方队中，中国首次公开长剑-100巡航导弹，该导弹性能较长剑-10A更强，雖然速度大約僅4馬赫左右，但被指亦使用高超音速技术。

#### 星空2号
2018年8月3日，中国试射了星空2号，该飞行器是中国首款乘波体气动布局的高超声速试验飞行器。

#### 鹰击-21高超音速反舰弹道导弹
2022年4月，中国海军在庆祝海军节的宣传视频中展示了一种新型舰载导弹的发射片段。《南华早报》等媒体推测其是鹰击-21高超音速反舰弹道导弹。《南华早报》报道中表示，鹰击-21的射程在1000至1500公里之间，并认为公开该武器影像是对美国及台湾的震慑，《半岛电视台》的报道则认为中国公开鹰击-21是一个明显的警告。2023年1月末，中国人民解放军战略支援部队社交账号《中国战略支援》发布文章，表示鹰击-21反舰弹道导弹全程6马赫飞行、末端10马赫，并表示“该末端速度是现阶段任何反导武器系统均无法拦截的”。

#### 高超音速武器轨迹预测
2022年4月，《宇航学报》刊载了一篇名为《一种高超声速滑翔飞行器轨迹智能预测方法》的论文，阐述了通过人工智能预测高超音速武器轨迹的方法，并表示通过该算法模拟的结果预测误差约为8公里，预测误差在可接受的范围之内，能够为目标拦截、攻击意图判断提供支撑。同年6月1日，《南华早报》转述该论文内容，并表示大多数反高超音速武器的技术尚处于开发阶段。次日，印度媒体《欧亚时报》转述了此前《南华早报》的报道，并表示若中国对于此类反高超音速武器的研究为真，则对于在高超音速武器竞赛中远远落后于中国的美国来说，美国将处于既没有高超音速武器可用，也没有防御高超音速武器措施的双重麻烦之中。

#### 其他研究
2018年4月27日晚，中国在夜間試射了一種不明型號的导弹，有媒体分析认为是中国试射的高超音速武器，北京周邊等十多省份皆可目視看到一枚俯衝彈道。2021年10月，据英国《金融时报》报道称：“中国在今年8月测试过一枚可携带核弹头的在轨超高音速导弹，导弹最终落在偏离目标约32公里处。”报道称：“中国在超高音速武器发展方面的进展令美国情报部门感到措手不及”、“今年8月中国试射了一枚可搭载核弹头的高超音速滑翔飞行器，但和以往弹道导弹不同的是，它在飞向目标之前，先在近地轨道空间进行环绕地球飞行，随后再重返大气层，最终战斗部落在距标靶20多英里处。”对此，美国国防部感到十分震惊，并表示“此次试验表明，中国在高超音速武器方面取得了惊人进展，中国的高超音速技术远比美国认识到的先进。”而美国国防部一名知情人士承认：“我不知道中国人是怎么做到的。”美国总统拜登周三（10月20日）在登上空军一号前往宾夕法尼亚州时，被记者问及他是否对中国的高超音速导弹感到担忧，他说：“是的！”白宫发言人珍·莎琪同日接受记者采访时表示，白宫已经通过“外交渠道”提出了对中国高超音速导弹技术的担忧。美国国防部长劳埃德·奥斯汀周一（18日）表示，华盛顿正在密切关注中国先进武器系统发展，但他拒绝直接评论有关北京测试了具有核能力的高超音速导弹的报道，只表示华盛顿将继续关注北京在军事方面的挑战。德国之声中文网报道：美国参谋长联席会议主席马克·米利将军在接受彭博电视“大卫鲁宾斯坦秀”采访时说，“我们看到的是一个非常重要的高超音速武器系统的测试事件。这非常令人担忧。我不知道这是否是一个斯普特尼克时刻，但我认为非常接近。它吸引了我们的全部注意”。

### 北韓
2021年9月，北韓首次試射高超音速导弹。2022年1月6日，朝鲜宣称成功试射高超音速导弹。2022年1月11日，朝鮮再次宣布成功進行高超音速导弹试射，导弹以10马赫的速度飞行大约700公里。

### 法国
2019年，法国国防部长弗洛伦斯·帕利宣布启动高超音速滑翔载具研发项目时表示，“许多国家都拥有此类武器，（法国）不能继续坐以待毙”。当时预计首次测试工作将在2021年年底进行。据悉，法国推进实用化的高超音速武器立项是为了更换自己的空射核武器。法国在2019年3月启动代号ASN4G的第四代巡航导弹项目，以替代现役的ASMP-A空射核导弹，法国官员此前透露，第四代巡航导弹很可能采用高超音速设计，计划2035年投入使用，射程预计达1000公里以上，一旦装备部队将大大增强法国空基核力量的核威慑能力。

### 日本
在2019年，日本發展飛行速率5馬赫以上的高超音速打擊導彈。
日本瞄準更先進、突防能力更強的新型高超音速反艦/陸攻飛彈。此計畫由日本防衛省防衛裝備廳主導，主承包商是三菱重工；新型高超音速反艦陸攻飛彈的關鍵技術之一是雙模式超音速衝壓發動機，由防衛裝備廳和三菱重工合力開發，結合衝壓以及超音速燃燒衝壓技術，使飛彈能根據不同的任務需求而以不同的速率飛行，最大飛行速率可達5馬赫以上。防衛裝備廳表示，此種高超音速飛彈能在高高度以高超音速（5馬赫以上）航行與機動，使敵方難以防禦。此種新型飛彈可搭載穿甲彈頭來摧毀強固目標或敵方航空母艦的飛行甲板，或者搭載高密度高爆破片穿甲彈來大範圍殺傷敵人地面部隊。2022年7月24日，日本成功试射高超音速武器所用发动机。

### 伊朗
2023年6月6日，伊朗伊斯兰革命卫队航空航天部队公布了伊朗自主研发的首款高超音速弹道导弹“法塔赫”，据伊朗伊斯兰共和国通讯社报道，法塔赫高超音速弹道导弹的射程为1400公里，击中目标前的速度可达13-15马赫，其在大气层内外拥有各种机动能力，以应对各类防空系统。

## 高超音速武器一览

### 现役

#### 也門
- 「巴勒斯坦-2型」極音速彈道飛彈[56]（以色列指該導彈不具備在大氣層內極音速機動的性能[57]）

#### 伊朗
- 法塔赫高超音速弹道导弹[55]

#### 中华人民共和国
- 东风-17高超音速弹道导弹
- 鹰击21反舰导弹
- 东风-27高超音速弹道导弹

#### 俄羅斯
- 鋯石導彈
- 匕首導彈
- 先鋒飛彈
- 榛树导弹

#### 北韓
- 火星-8
- 火星-16B
- 未知型号，可能是火星-12乙

#### 美國
- 远程高超音速武器

#### 台灣
- 雲峰飛彈

### 研制中

#### 美國
- AGM-183 ARRW（截至2023年3月，5次试射4次失败，项目已冻结[58]，但測試仍繼續[59]）
- HAWC飛彈
- HACM飛彈 (HAWC的後繼計畫)
- HALO的高超音速反舰导弹
- OpFires飛彈
- 常規快速打擊武器[60]
- Mako空射高超声速导弹[61]

#### 俄羅斯
- 先鋒高超音速滑翔飛行器

#### 中国
- WU-14高超音速飛行器

#### 法国
- ASN4G高超音速巡航导弹

#### 俄印合作
- 布拉莫斯2型巡航導彈

#### 日本
- SSM高超音速巡航导弹

#### 台灣
- 雲峰二型飛彈

## 註解
1. ↑  但俄烏戰爭期間，烏克蘭軍隊多次以愛國者二/三型導彈成功攔截俄方發射的匕首導彈[5][6]，表示高超音速武器並非完全不可攔截。